# Monchy-Humières
Monchy-Humières település Franciaországban, Oise megyében. Lakosainak száma 776 fő (2022. január 1.). Monchy-Humières Antheuil-Portes, Baugy, Braisnes-sur-Aronde, Gournay-sur-Aronde, Montmartin és Remy községekkel határos.

## Népesség
A település népességének változása:
| Lakosok száma | 683  | 727  | 787  | 769  | 776  | 787  | 784  | 780  | 776  |
|               | 2013 | 2015 | 2016 | 2017 | 2018 | 2019 | 2020 | 2021 | 2022 |